# Chvizhepse
Chvizhepse (del ruso: Чвижепсе) es un seló del distrito de Ádler de la unidad municipal de la ciudad-balneario de Sochi, en el krai de Krasnodar de Rusia, en el sur del país (Cáucaso oeste).
Está situado en la desembocadura del río Chvizhepse, en el Mzymta, bajo el monte Sapun (1 373 m). Tenía 60 habitantes en 2010.
Pertenece al municipio Krasnopolianski.